# Bernard Wright
Bernard Wright (16. listopadu 1963, Queens, New York, New York, USA – 19. května 2022) byl americký zpěvák a hráč na klávesové nástroje.
Narodil se v newyorské čtvrti Jamaica. V roce 1981 podepsal smlouvu s vydavatelstvím GRP Records a téhož roku vydal své první album nazvané 'Nard. Písně z této desky použili jako samply do svých písní například rappeři Snoop Dogg a Yo-Yo. Sám během své kariéry spolupracoval s řadou hudebníků jako klávesista. Patří mezi ně například Marcus Miller, Michał Urbaniak, David Sanborn, Chaka Khan, Miles Davis, Roberta Flack a Lenny White.